# Methylčerveň

Strukturní vzorec methylčerveně

Methylčerveň, systematicky 4′-(dimethylamino)azobenzen-2-karboxylová kyselina, je sloučenina používaná jako indikátor pH v chemii. Při pH 4,4 má barvu červenou, při neutrálním pH má barvu oranžovou a může ji změnit až na žlutou při pH 6,2 až 6,3. Má hustotu 791 kg·m−3 a taje při teplotě 179 až 182 °C.
Bylo také zjištěno, že methylčerveň spolu s murexidem jsou látky pomáhající při sonochemickém rozkladu znečisťujících organochloridů. IARC řadí methylčerveň mezi látky karcinogenity 3. třídy, tedy neklasifikovány jako potenciálně karcinogenní vůči lidem.
Methylčerveň se v mikrobiologii používá k tzv. MR testu, kterým se zjišťují bakterie produkující stabilní kyseliny při procesu kvašení glukózy.